# Опасная страсть
«Опасная страсть» (англ. Dangerous Passion) — американский телефильм 1990 года с Карлом Уэзерсом и Билли Ди Уильямсом.
В Германии фильм показывался под названием «Боевик Джексон 2» (англ. Action Jackson 2), хотя не связан с фильмом 1988 года «Боевик Джексон».

## Сюжет
Главный герой фильма — эксперт по безопасности Кайл Вестерн. Он нанимается на работу к известному гангстеру Лу и его красавице жене Мег. Кайл и Мег с самого начала симпатизируют друг другу, в дальнейшем между ними развиваются любовные отношения.
Через некоторое время происходит убийство — по приказу самого бандита Лу убит его адвокат. Любовники понимают, что они могут стать следующими жертвами гангстера. Поэтому они решают сбежать от Лу, но их начинают преследовать наёмные убийцы, нанятые им.

## В ролях
- Мигель Сандовал
- Билли Ди Уильямс
- Майкл Бич
- Карл Уэзерс
- Лонетт Мак Ки
- Л. Колдуэлл
- Тони Ди Бенедетто
- Элпидия Каррилло
- Чарлз Босуэлл

## Другие названия
- Dangerous Passion, Action Jackson 2
- Джексон-«Мотор» 2, Боевик Джексон 2, Джексон по кличке Мотор 2, Опасная страсть
- Action Jackson 2 — Gefährliche Begierde
- Passione mortale
- Mordfällan
- Vaarallisia intohimoja